# Académicos de Atlas
El club Académicos de Atlas fue un equipo filial del Atlas Fútbol Club, que jugó en la Liga de Nuevos Talentos de la Segunda División de México.

## Historia
Iniciaron su historia en la Tercera división mexicana; donde consiguió ascender tras coronarse campeón sobre el América Acoxpa, en la Segunda división mexicana ganó su derecho de participar en la primera división "A" a partir de la siguiente temporada. Sin embargo el Atlas decidió mandar al equipo a la ciudad de Hermosillo, Sonora; a petición del gobernador del estado Eduardo Bours, donde lograron llegar a la semifinal de ese torneo, siendo eliminados por el Puebla FC en un empate global. Para el torneo de Apertura 2006, el equipo de Coyotes se mandó a la ciudad de Zapotlanejo, volviéndose a llamar Académicos. Para el siguiente torneo el equipo volvió a cambiar de sede ahora quedandonse en el municipio de Tonalá siendo Académicos de Tonalá. 
El 2 de abril de 2016 disputó su último partido en contra de Correcaminos UAT, tras terminar el Clausura 2016, la liga anunció cambios en el formato del torneo y por este motivo "Académicos" desapareció, quedando Atlas Premier como único equipo filial de Atlas en la Segunda División.

## Palmarés
- Campeón de Ascenso de la Segunda División Liga de Nuevos Talentos (1): 2013.
- Liga de Nuevos Talentos (1): Apertura 2012
- Segunda División de México (2): Apertura 2004 y Clausura 2005
- Tercera División de México (1): Invierno 2001